# CaixaForum Madrid
Le CaixaForum Madrid est un centre culturel à Madrid, en Espagne. Situé sur le Paseo del Prado, dans les environs immédiats du Musée du Prado, du Musée reina Sofia et du Musée Thyssen-Bornemisza.
Il est situé dans les anciens locaux d'une centrale électrique désaffectée. Il appartient à la fondation bancaire à but non lucratif "la Caixa". Ce centre d'art a ouvert ses portes en 2008 et accueille des expositions d'art temporaires et des événements culturels sur la solidarité environnementale.
Le centre culturel a été conçu par les architectes suisses Herzog & de Meuron et construit par la société Ferrovial entre 2001 et 2007. C'était une ancienne centrale électrique appelée Central Del Mediodía, datant des années 1900.

## Jardin
Le centre est agrémenté d'un jardin vertical, œuvre du botaniste - paysagiste français Patrick Blanc. Cette surface de 460 m 2 accompagne la structure du bâtiment sur l'un des côtés de la place.
Le jardin est soutenu par cinq structures de tuyaux qui remplacent la terre et ancrent les racines des plantes à l'intérieur. Il rassemble plus de 15 000 espèces endémiques ou étrangères et utilise une technique de culture hydroponique pour fournir les nutriments nécessaires au développement des plantes. L'irrigation se répartit sur trois niveaux du mur, à travers des tuyaux perforés. 50% de l'eau est recyclée après que le reste soit absorbé par la flore et évaporé.

## Expositions
La liste des expositions passées est consultable en ligne sur le site internet du musée.

## Galerie

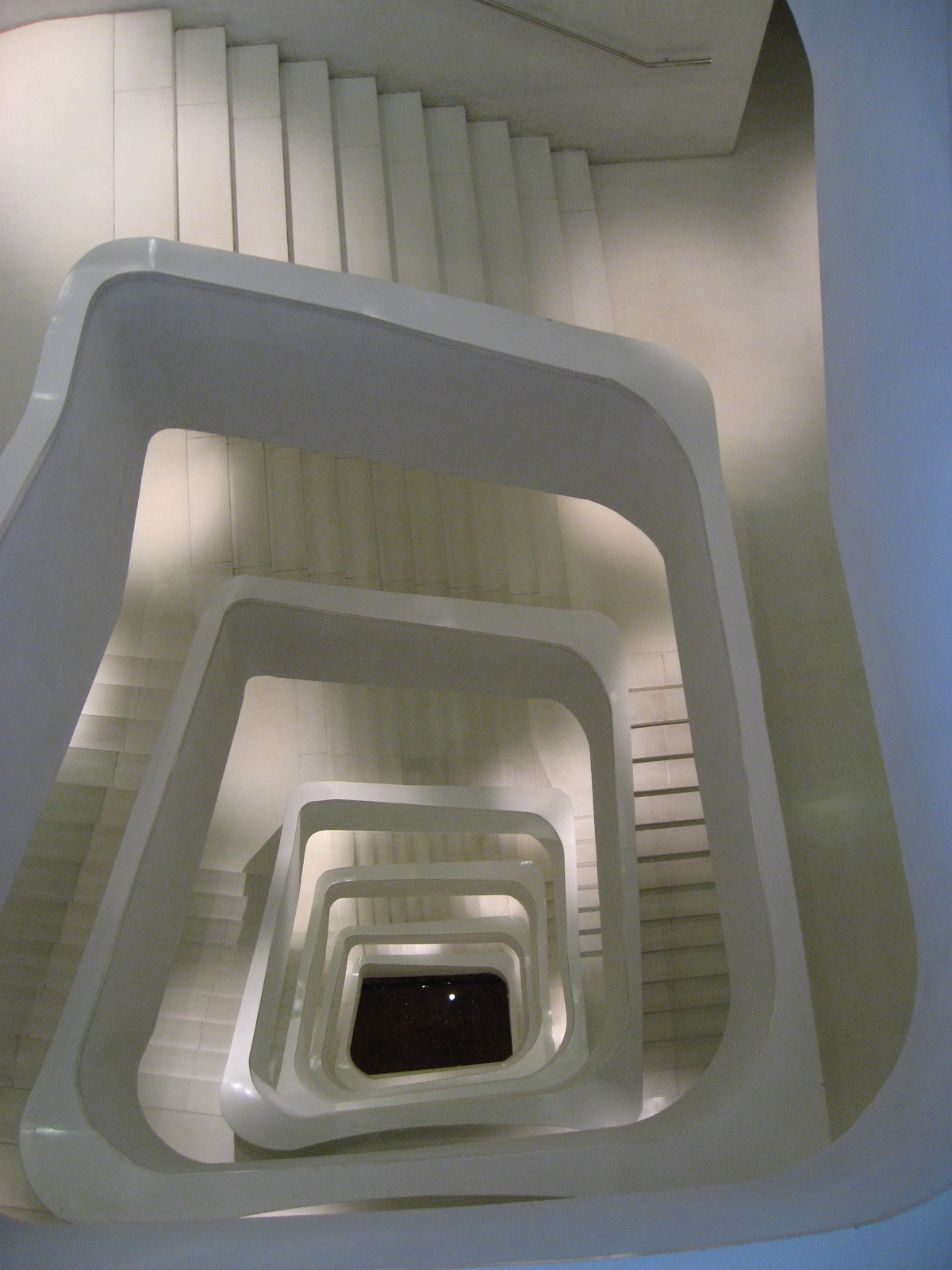
Escalier central.
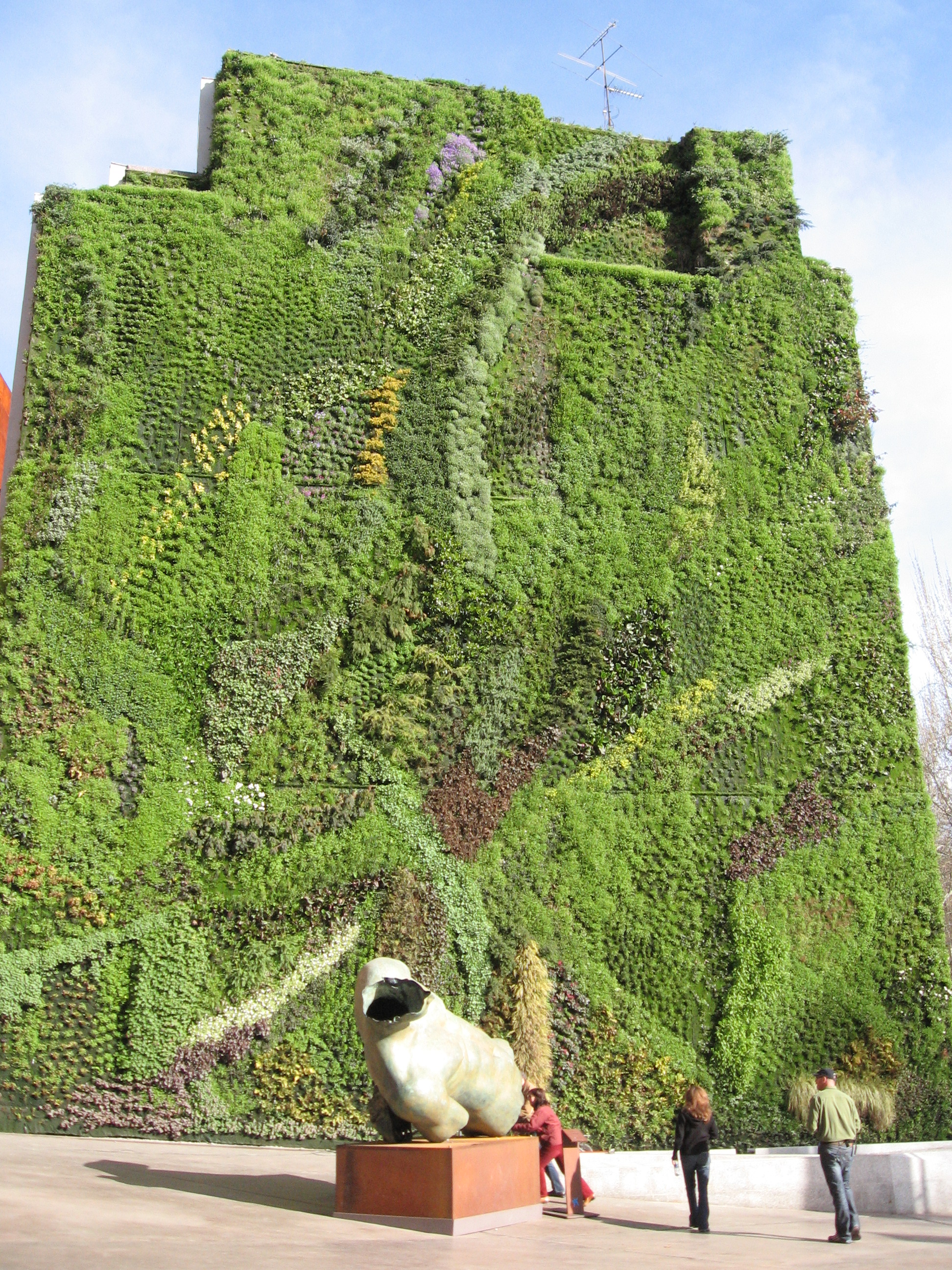
Jardin vertical en 2007.
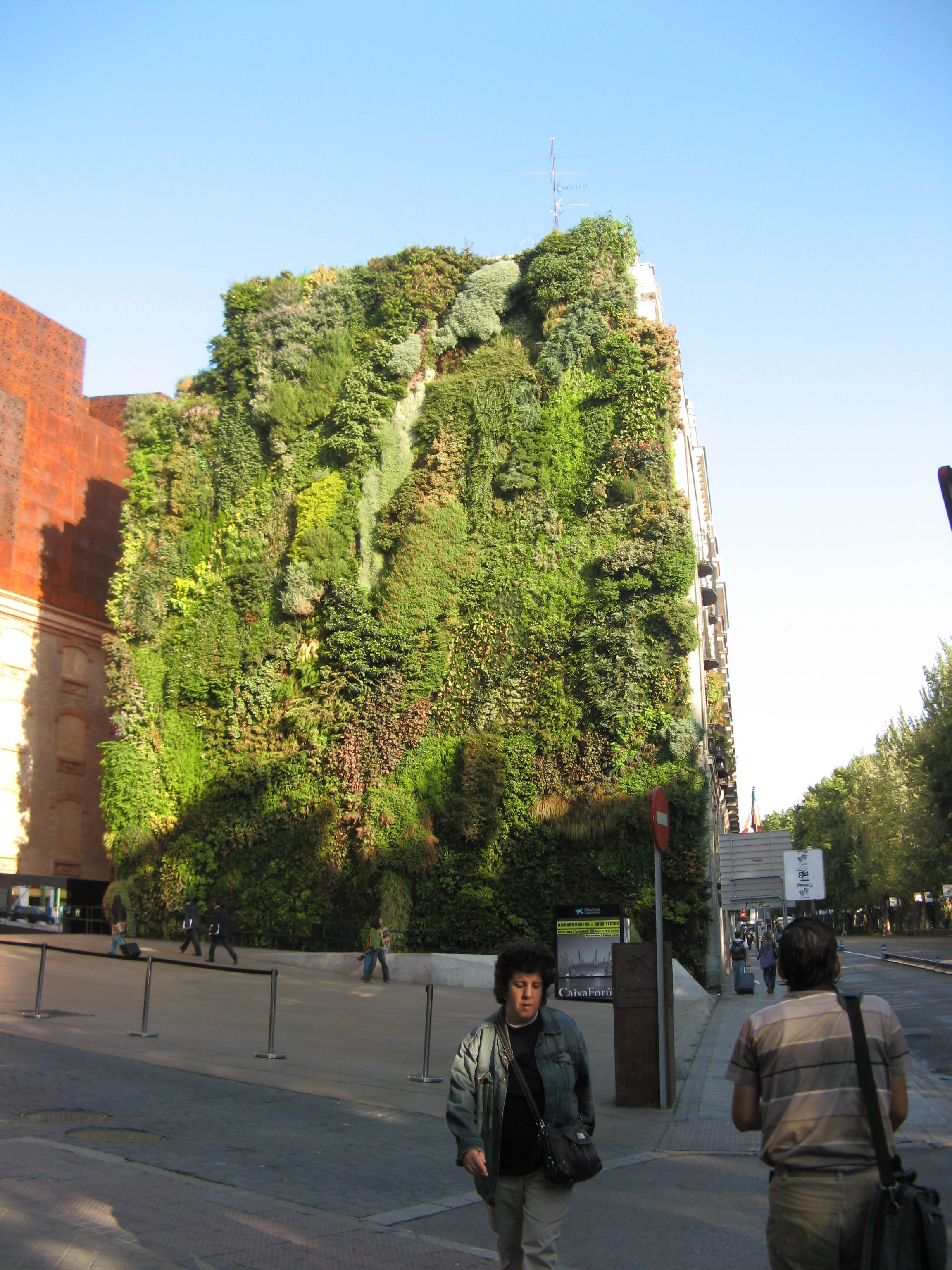
Jardin vertical en  2009.
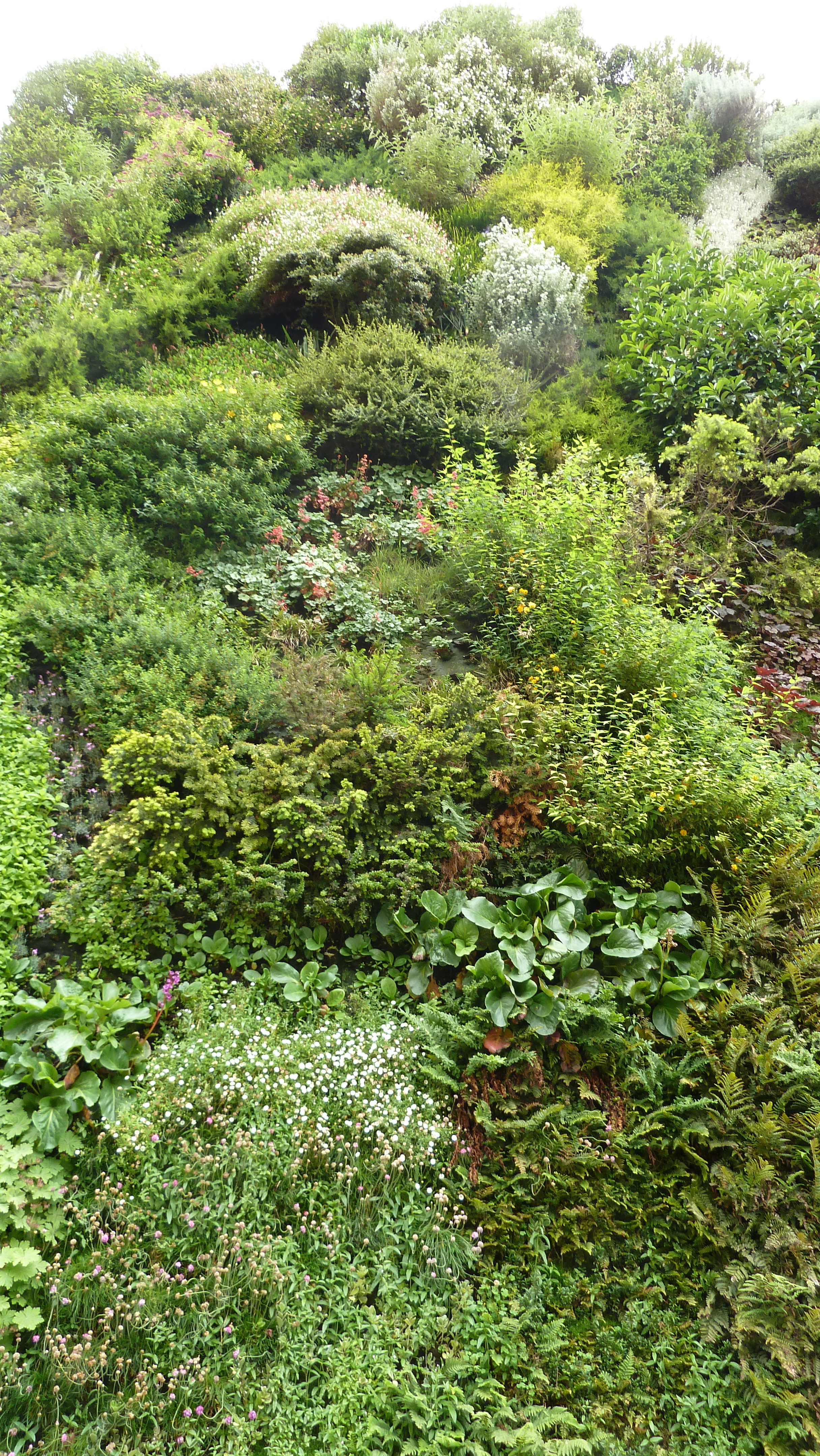
Détail du jardin vertical en  2011.
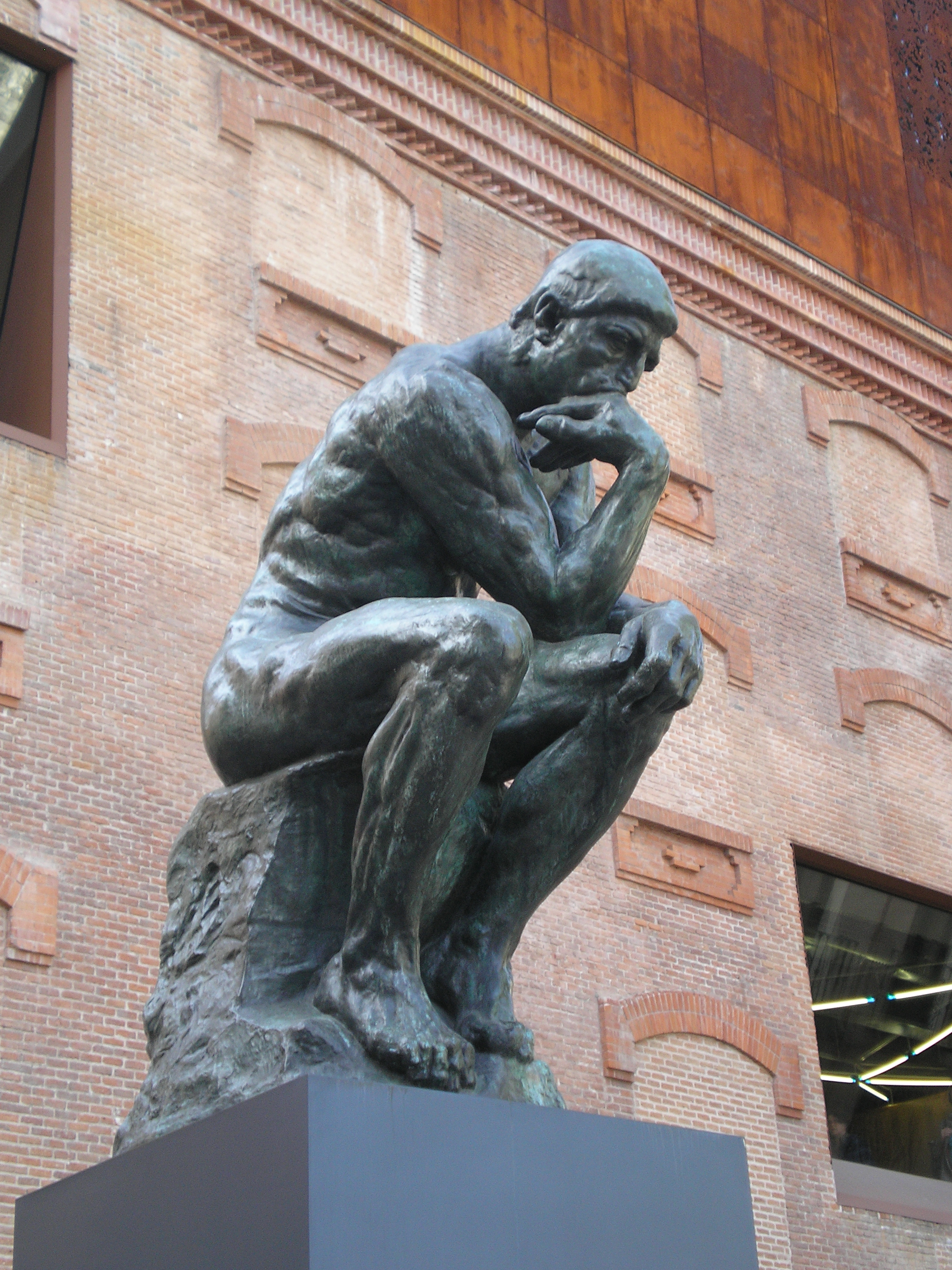
Le Penseur, exposition temporaire.
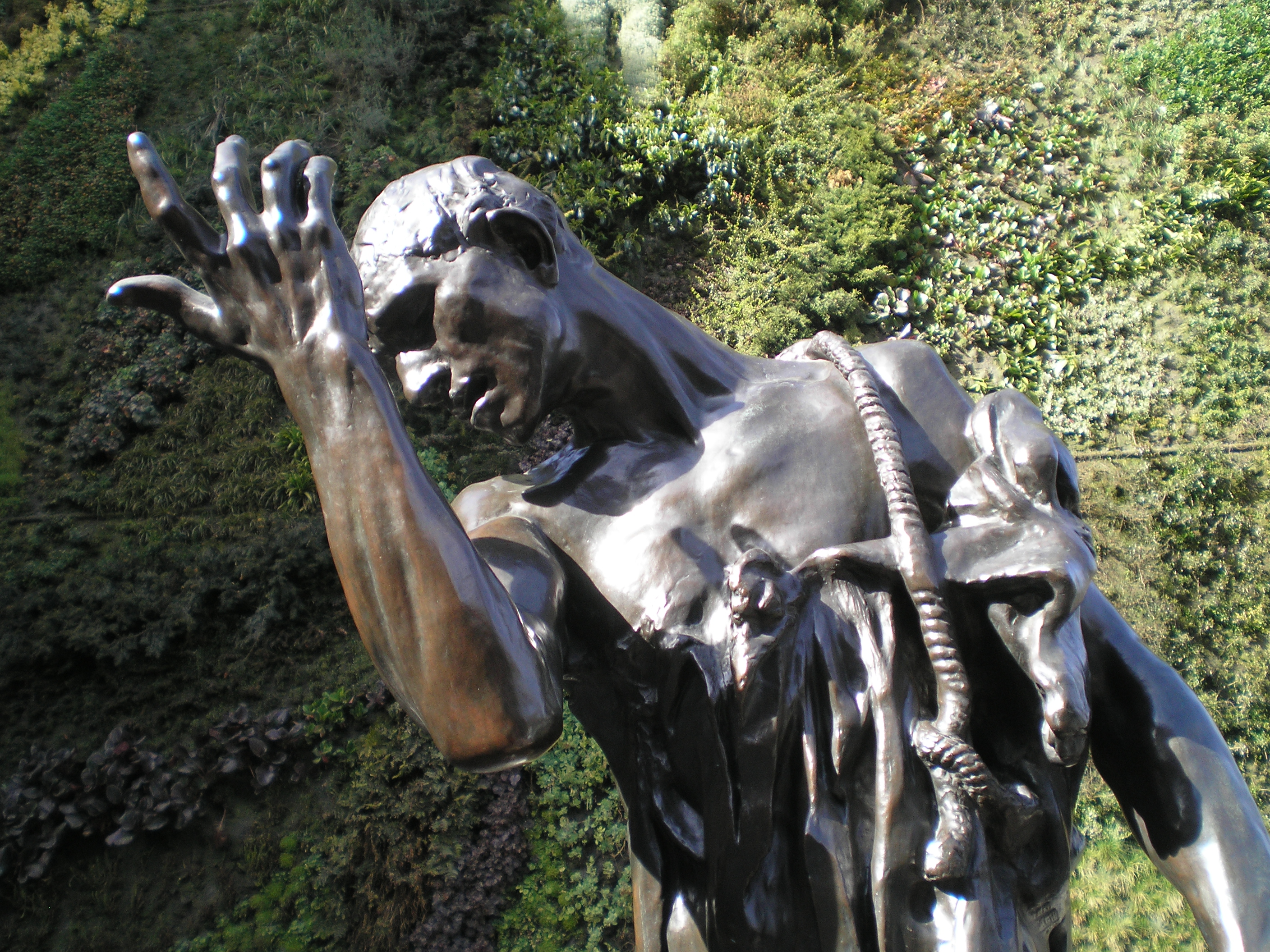
Pierre de Wissant, un des Bourgeois de Calais, par Auguste Rodin